# Lost in Music
Lost in Music is een nummer van de Amerikaanse muziekgroep Sister Sledge uit 1979. Het is de tweede single van hun derde studioalbum We Are Family.
Het nummer werd mede schreven door Nile Rodgers, die ook gitaar speelt op het nummer. Door zijn herkenbare gitaarriffs doet het nummer denken aan het werk van Rodgers' band Chic, wat tijdschrift Cashbox ook opmerkte. "Lost in Music" flopte in Sister Sledge's thuisland de Verenigde Staten, maar werd in een aantal Europese landen wel een hit. Zo kwam het in de Nederlandse Top 40 tot een 9e positie, terwijl het in de Vlaamse Radio 2 Top 30 een plek hoger kwam. In 1984 bracht Nile Rodgers een speciale remix van het nummer uit, die het in de Nederlandse Top 40 nog beter deed dan het origineel met een 6e positie. Negen jaar later, in 1993, werd nog een remix van het nummer uitgebracht, maar deze werd alleen op de Britse eilanden een hit.

## NPO Radio 2 Top 2000
| Nummer met noteringen in de NPO Radio 2 Top 2000 | '99  | '00  | '01  |
| ------------------------------------------------ | ---- | ---- | ---- |
| Lost in Music                                    | 1346 | 1566 | 1501 |

1. ↑  Een vetgedrukt getal geeft de hoogste notering aan.
2. ↑  Deze tabel is bijgewerkt tot en met de laatste editie (2024).